# Gongjak
Gongjak (공작?) è un film del 2018 diretto da Yoon Jong-bin.

## Distribuzione
Il film è stato distribuito in Corea del Sud a partire dall'8 agosto 2018.